# 藪原站
藪原站（日语：／ Yabuhara eki */?）是東海旅客鐵道（JR東海）中央本線的鐵路車站，位於日本長野縣木曾郡木祖村大字藪原。

## 歷史
- 1910年（明治43年）10月5日：開業，為鐵道省的一個車站。
- 1949年（昭和24年）6月1日：成為日本國有鐵道的一個車站。
- 1972年（昭和47年）11月30日：貨運業務停止辦理。
- 1987年（昭和62年）4月1日：國鐵分割民營化，成為東海旅客鐵道的一個車站。

## 車站結構
側式月台1面1線和島式月台1面2線的地面車站。

### 月台配置
| 月台 | 路線     | 方向 | 目的地             | 備註       |
| ---- | -------- | ---- | ------------------ | ---------- |
| 1    | 中央本線 | 上行 | 中津川・名古屋方面 |            |
| 2    | 中央本線 | 上行 | 中津川・名古屋方面 | 一部分列車 |
| 2    | 中央本線 | 下行 | 鹽尻・長野方面     | 一部分列車 |
| 3    | 中央本線 | 下行 | 鹽尻・長野方面     |            |

## 车站周边
- 木祖村役場
- 藪原郵政局
- 国道19号

## 相鄰車站
東海旅客鐵道（JR東海）
 中央本線
■普通
奈良井－藪原－宮之越